# Écureuil d'Aquitaine
Écureuil d'Aquitaine est un voilier monocoque de course au large  mis à l'eau en 1986 pour Titouan Lamazou. Barré par Loïck Peyron sous le nom de Lada Poch , il termine deuxième du premier Vendée Globe en 110 j 01 h 18 min 06 s.

## Historique
Le bateau est conçu par Luc Bouvet et Olivier Petit et construit par le Chantier Couach.
En 1994, Josh Hall obtient le soutien du groupe financier Gartmore et acquiert BBV Expo 92 auprès de José de Ugarte l'ancien 60 pieds Écureuil d'Aquitaine de Titouan Lamazou devenu Lada-Poch avec Loïck Peyron (2e du Vendée Globe 1989-1990).
Il s'inscrit au BOC Challenge 1994 mais heurte un conteneur immergé lors de la première étape entre Charleston et Le Cap. Gartmore coule et Hall est secouru par l'Australien Alan Nebauer, à bord de Newcastle Australia,.

## Palmarès
- 1989 - 1990
  - 2e du Vendée Globe sous le nom Lada Poch barré par Loïck Peyron

- 1990
  - 9e du BOC Challenge en monocoque sous le nom BBV Expo 92 barré par José de Ugarte